# Communauté universelle en France
Pour un article plus général, voir Droit des régimes matrimoniaux en France.
En droit français, la communauté universelle est une extension du régime de communauté légale : la communauté est élargie à la totalité des biens des époux. Dans ce régime particulier, la gestion du patrimoine familial requiert l'accord des deux époux. La communauté universelle jumelée avec une clause d'attribution intégrale des biens au conjoint survivant permet de transmettre la totalité du patrimoine hors succession.
Pour choisir ce régime, les futurs époux ou actuels conjoints doivent établir un contrat de mariage ou procéder à sa modification devant un notaire. 
En pratique, le régime de la communauté universelle est souvent adopté par les époux à l'occasion d'un changement de régime matrimonial fait à un âge avancé. 

## Pendant le mariage

Représentation schématique du régime matrimonial de la communauté universelle.

### Mise en commun de la quasi-totalité des biens
Les biens que possèdent les époux au jour de leur mariage (biens propres) et tous ceux qu'ils acquièrent par la suite entrent dans la communauté, à l'exception de certains biens qui, par leur nature, en sont exclus (biens qui ont un caractère personnel, comme les vêtements et indemnités exclusivement attachées à la personne) (Code civil : article 1404). De plus, les instruments de travail nécessaires à la profession des époux restent propres à chacun, à charge de récompenses. Une clause du contrat de mariage peut également prévoir que les biens reçus par donation ou héritage pendant le mariage restent la propriété personnelle de celui qui les a reçus.

### Cogestion
Le régime de la communauté universelle est un régime communautaire qui implique une gestion des biens par les deux époux. Tout acte de l'un engage l'autre et l'un ne peut pas vendre sans l'autre. Tous les biens répondent de toutes les dettes présentes et futures. Il y a corrélation entre l'actif et le passif. Par exception, seuls sont engagés les biens communs et les biens propres de l'époux à l'origine du cautionnement ou de l'emprunt, quand son conjoint a donné son accord à l'opération. À défaut d'accord des deux conjoints (par exemple, le silence de l'un d'entre eux), les biens communs ne sont pas engagés.

### En cas de changement de régime matrimonial
Il est tout à fait possible de procéder à un changement de régime matrimonial au cours du mariage et ainsi choisir la communauté universelle, ou inversement un autre régime. Pour ce faire il faut que les époux procèdent à cette modification dans l'intérêt de la famille et que les époux consentent tous les deux au changement. 
Depuis la loi du 23 juin 2006, les couples sans enfant et ceux dont les enfants sont tous majeurs n'ont plus besoin de faire homologuer la convention de changement de régime par un juge. 
En présence d'enfants majeurs, ces derniers doivent être informés et peuvent s'opposer au changement dans un délai de 3 mois en le signalant au notaire. En cas de présence d'enfants mineurs -ou en cas de contestation par un tiers-, c'est le juge aux affaires familiales du tribunal de grande instance qui devra homologuer la convention.

## A la dissolution du mariage

### Au moment de la succession
Au premier décès, la masse commune se partagera par moitié : il est théoriquement inutile de traiter les reprises et récompenses.

#### Clause d'attribution intégrale au conjoint survivant
Il ne faut pas confondre communauté universelle et attribution intégrale au survivant. La communauté universelle est une mise en commun totale des biens pendant le mariage. À la dissolution de celui-ci par décès, le conjoint survivant n'est pas automatiquement propriétaire de tous les biens communs. Ce n'est que si une clause d'attribution intégrale au survivant a été intégrée dans le contrat de mariage, que celui-ci recueille la totalité des biens communs. À défaut, seule la moitié de ces biens lui revient.
Le plus souvent, le choix du régime de communauté universelle s'accompagne donc d'une clause d'attribution intégrale de la communauté au conjoint survivant. Au premier décès, l'intégralité du patrimoine commun devient la propriété exclusive du conjoint survivant sans qu'il soit nécessaire d'ouvrir une succession. Il s'agit d'un accord matrimonial et non d'une libéralité.
Il n'est pas opportun d'insérer une clause d'attribution intégrale de la communauté au conjoint survivant quand le premier décès risque d'intervenir à un âge avancé car le conjoint, lui-même âgé, n'a pas toujours besoin d'un patrimoine important pour faire face à ses besoins. De plus, les enfants risquent d'être fiscalement pénalisés car ils vont perdre les abattements fiscaux dont ils auraient pu bénéficier. Pour remédier à cet état de fait, une des solutions consiste à faire précéder la clause d'attribution intégrale d'une donation aux enfants de la nue-propriété. Au premier et au second décès, aucun droit de succession ne sera exigible, car l'usufruit rejoint la nue-propriété en franchise d'impôts.

#### Contestation par les héritiers réservataires
Le changement de régime matrimonial fait l'objet d'une publication à l'égard des tiers (via une annonce légale) et des enfants (via lettre recommandée) (Code civil : article 1397 al. 2). 
Dès lors, il y a possibilité pour eux de faire opposition dans les trois mois à compter de la publicité. En combinant ce texte avec l'article 1527 al. 2 du Code civil relatif à l'action en retranchement de l'avantage matrimonial excessif, ces enfants, appelés héritiers réservataires (qu'ils soient légitimes ou naturels), pourront se prévaloir du bénéfice de leur quotité disponible de l'article 1094-1. 
Ainsi, un litige peut avoir lieu, non pas à la mort du prédécédé, mais à la publication du changement de régime. Enfin, nul besoin de réserver certains biens hors de la communauté universelle pour satisfaire les héritiers, l'action qui leur est offerte à l'article 1527 al. 2 se suffit à elle-même.

#### Clause de reprise des apports par les héritiers
Le risque majeur est la reprise par les héritiers des biens apportés à la communauté par le défunt, qui, sous le régime légal de la communauté réduite aux acquêts, lui auraient été propres. Il est donc prudent d'insérer une clause d'exclusion de ces apports. Cette clause d'attribution intégrale est un avantage matrimonial qui est irrévocable et échappe aux causes de révocation des libéralités. Il faudra changer de régime matrimonial pour mettre fin à cette attribution intégrale et cela ne peut se faire que tous les deux ans.
En effet, sauf stipulation contraire, la clause d'attribution intégrale de la communauté au conjoint survivant n'empêche pas les héritiers du premier défunt, issus par exemple d'un premier lit de demander la reprise des éventuels biens et capitaux que le défunt avait apportés à la communauté conjugale et dont il était le propriétaire avant le mariage. Ces biens apportés à la communauté retournent alors dans l'actif successoral du défunt et sont transmis à ses héritiers. Dans cette situation, le survivant ne profite donc hors succession que des biens acquis pendant le mariage et tombés en communauté. 
Du point de vue successoral, les biens repris sont intégrés dans l'actif du défunt, qui a donc pu en disposer dans la limite de la quotité disponible.

### En cas de divorce
La mesure préventive pour échapper aux effets néfastes du divorce consiste à inclure dans le contrat de mariage, une clause de "reprise en nature" ou clause alsacienne. Grâce à cette clause, chacun des époux reprend les biens qu'il a personnellement apportés à la communauté (Code civil : article 265 al. 3) et reçoit la moitié des biens communs (biens acquis pendant le mariage).